# Policía Local
Policía Local (ook Policía Municipal of Guardia Urbana) is de gemeentepolitie in Spanje en staat onder de controle van de plaatselijke burgemeester.
Dit korps is actief bij kleinere misdrijven en verkeersovertredingen in het stedelijk gebied. Zware misdaad wordt aan de Guardia Civil of de Policía Nacional overgelaten.

## Externe links

Diversiteit in wagenpark van verschillende korpsen
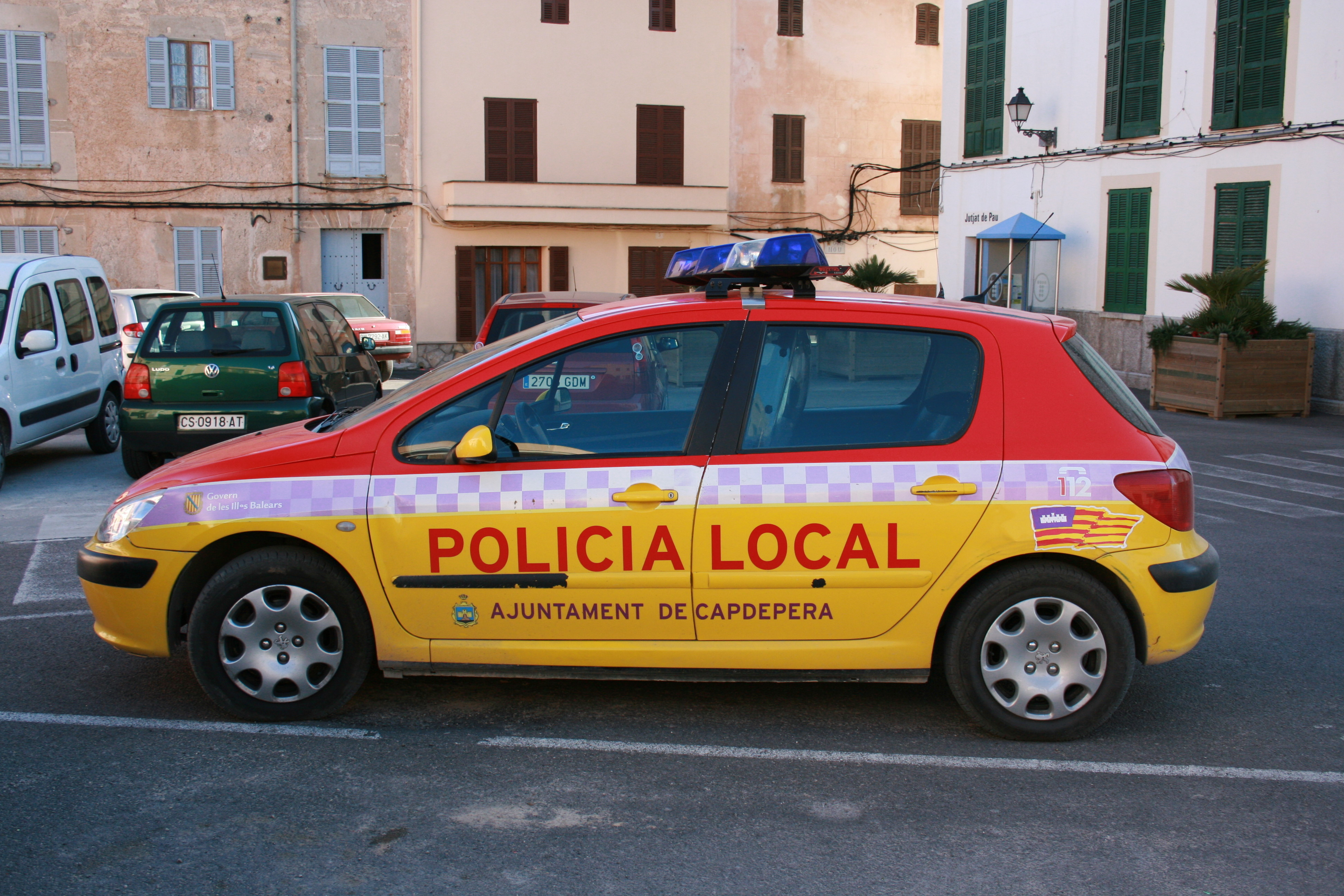
Policía Local in Capdepera (Mallorca) (2009)
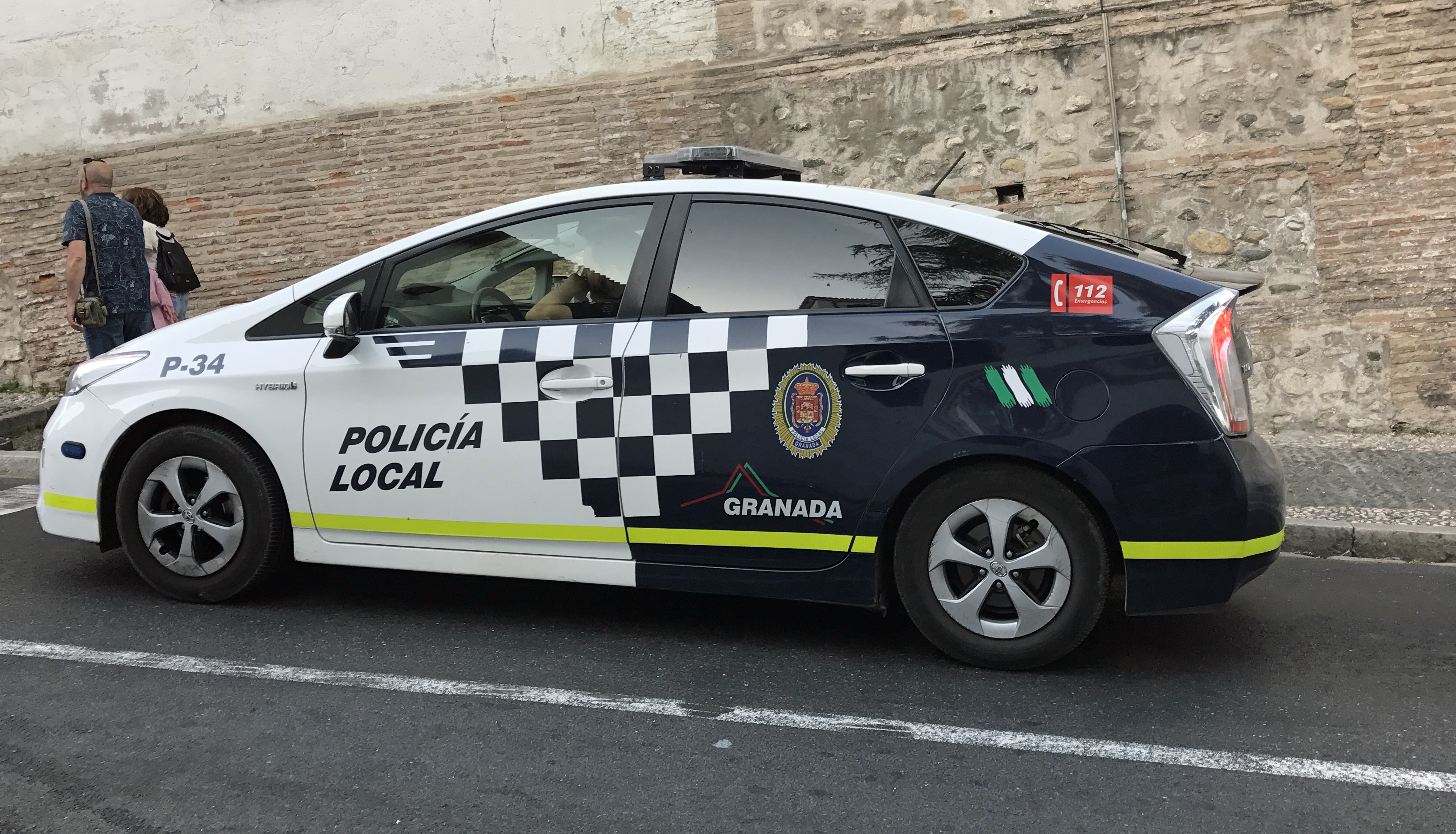
Policía Local in Granada (2017)
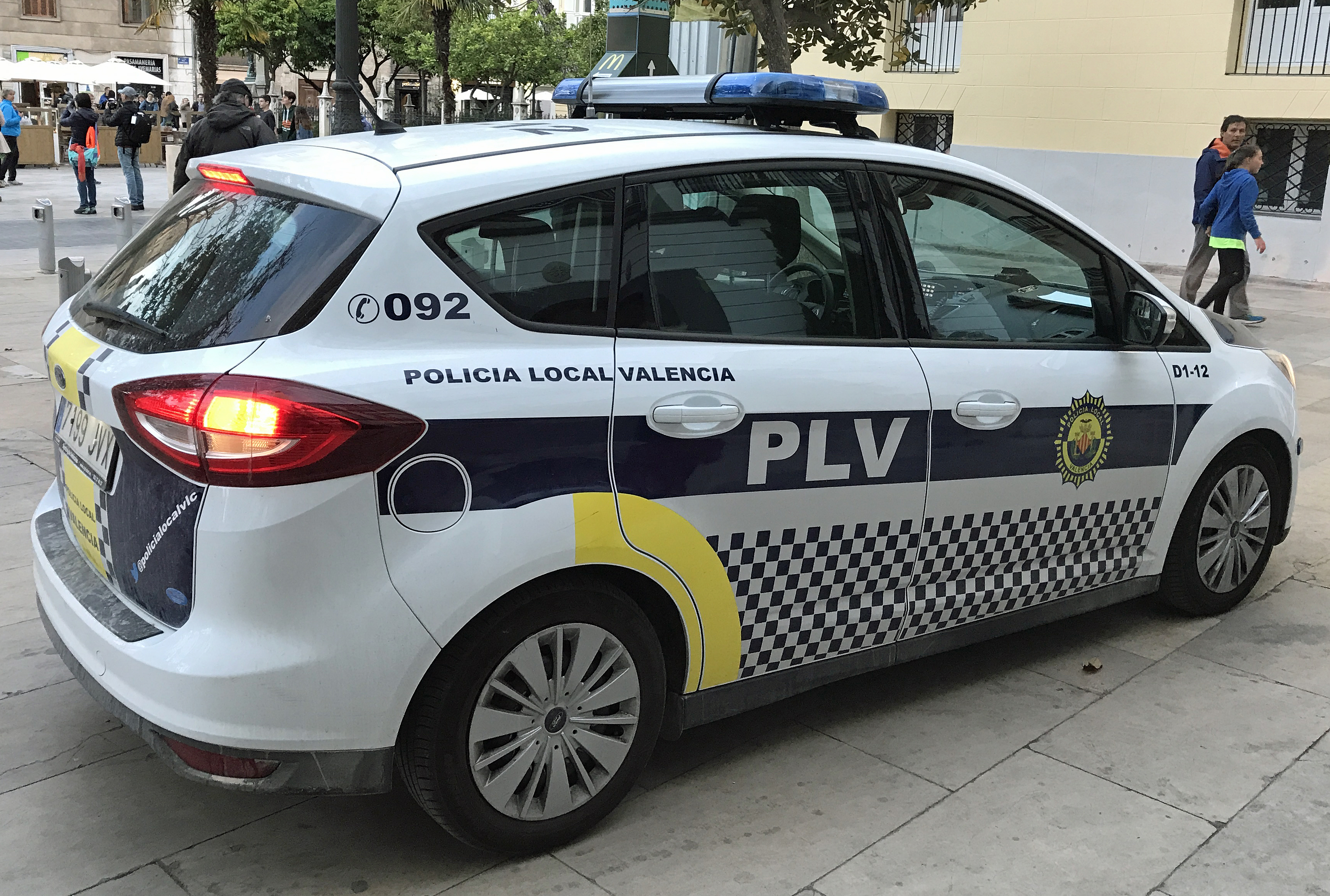
Policía Local in Valencia (2017)
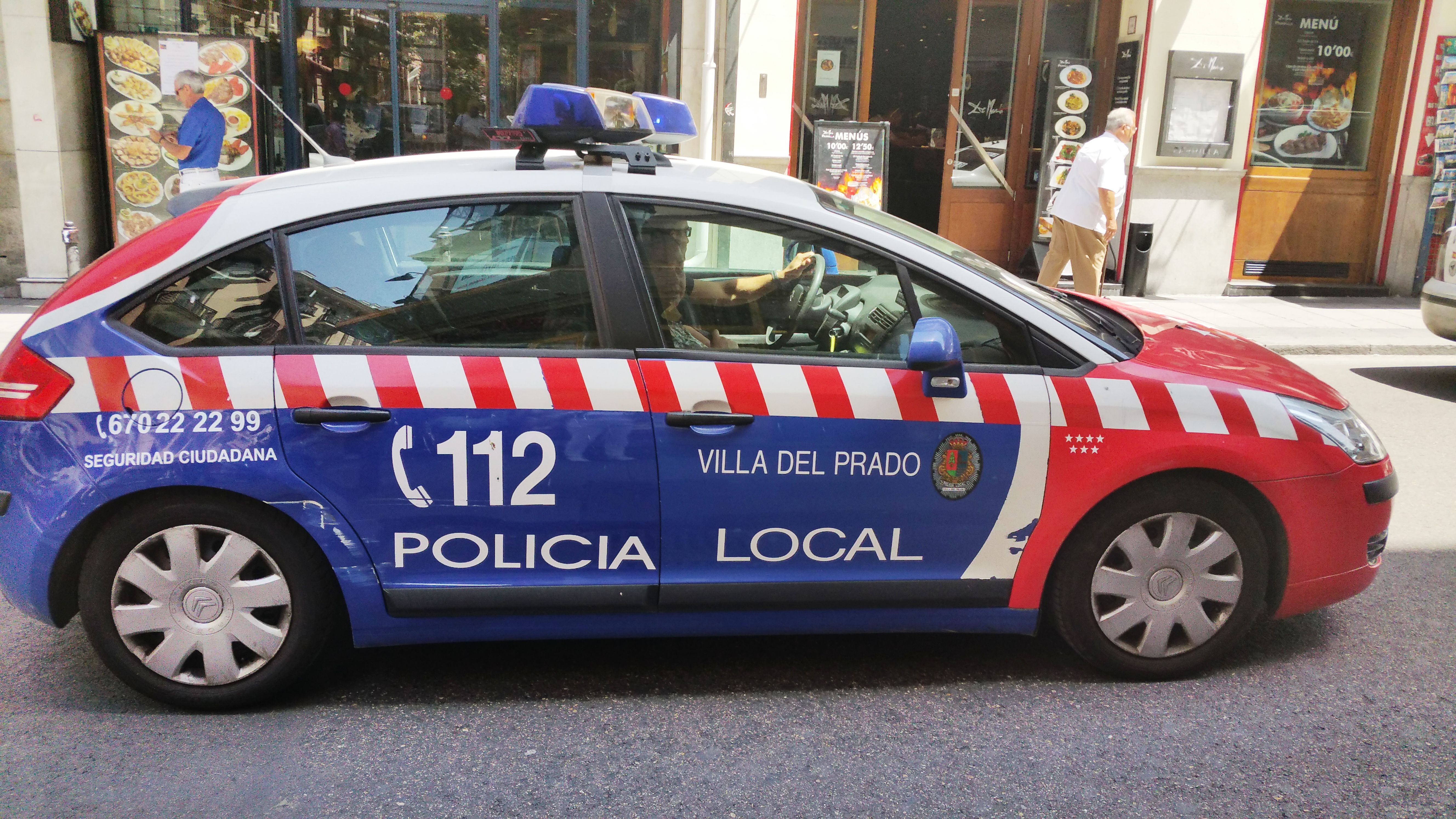
Policía Local in Villa del Prado (2015)
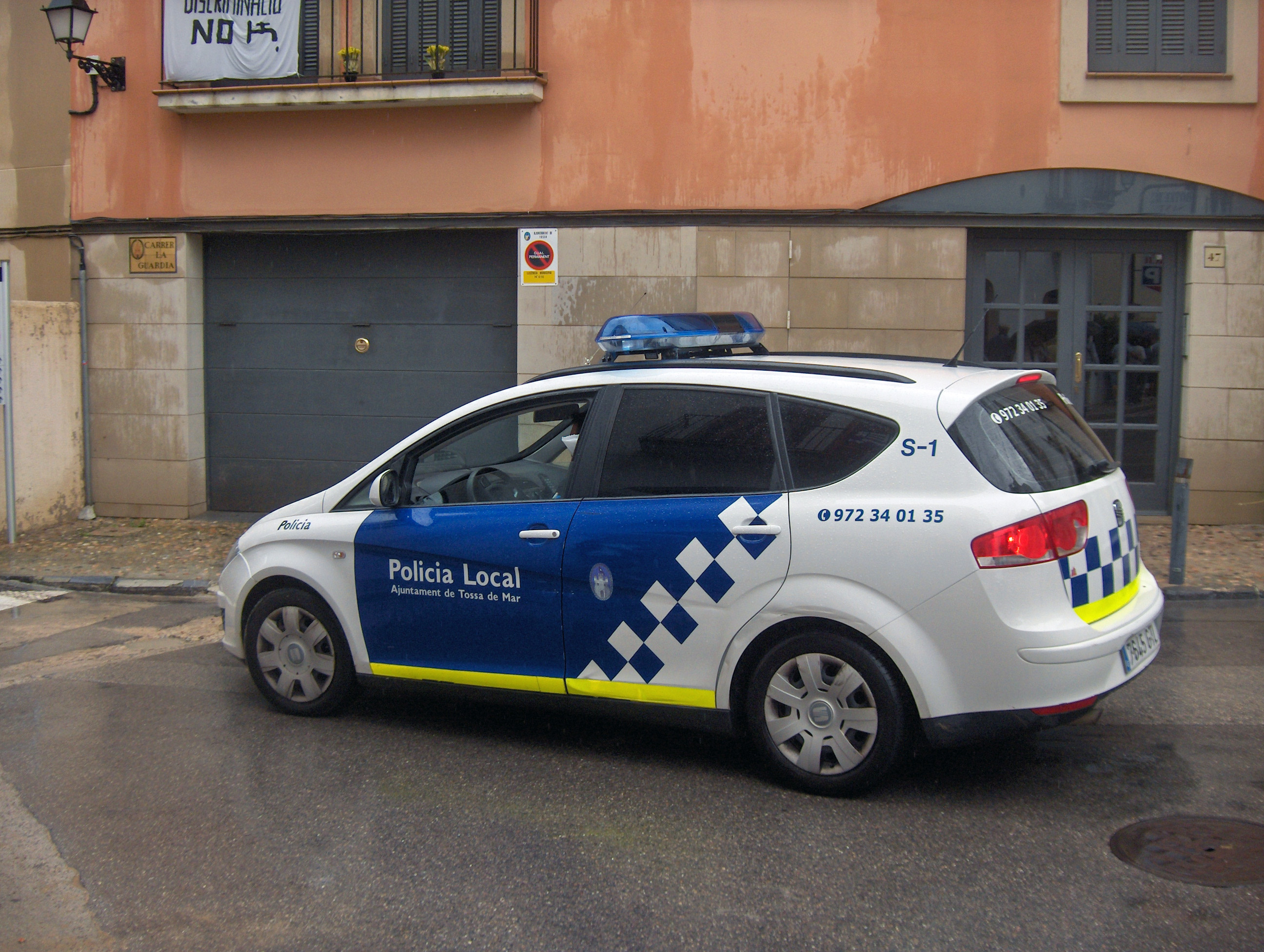
Policía Local in Tossa de Mar (2010)